# García II (król Nawarry)
García Sánchez II Abarca (zm. 1004/1005), zwany "Tchórzem", był królem Nawarry i hrabią Aragonii między 994 i 1000 r.
Był synem króla Sancho Garcesa II Abarca oraz królowej Urraki Fernández. Ożenił się z Jimeną Fernandez, córką hrabiego Fernando Vermudeza i jego żony Elwiry. Jednymi z owoców tego związku byli:
- Sancho III Wielki, przyszły król,
- Urraka, żona Alfonsa V z Leónu.

Próbował skończyć z uległością, którą zapoczątkował jego ojciec w stosunku do Kalifatu Kordowy, lecz wymagało to zbrojnego przeciwstawienia się Almanzorowi. W roku 996 był zmuszony szukać pokoju w Kordowie. W roku 997, w czasie ekspedycji Pampeluńczyków na ziemie podległe Almanzorowi, Garcia zabił brata zarządcy prowincji, a Almanzor zemścił się zabijając w zamian pięćdziesięciu chrześcijan. Podczas bitwy pod Cerverą w roku 1000, Garcia zawarł sojusz z hrabią Sancho Garcią z Kastylii, Alfonsem V z Leonu oraz Garcią Gomezem z Carrión.